# Ruimtetelescoop Herschel

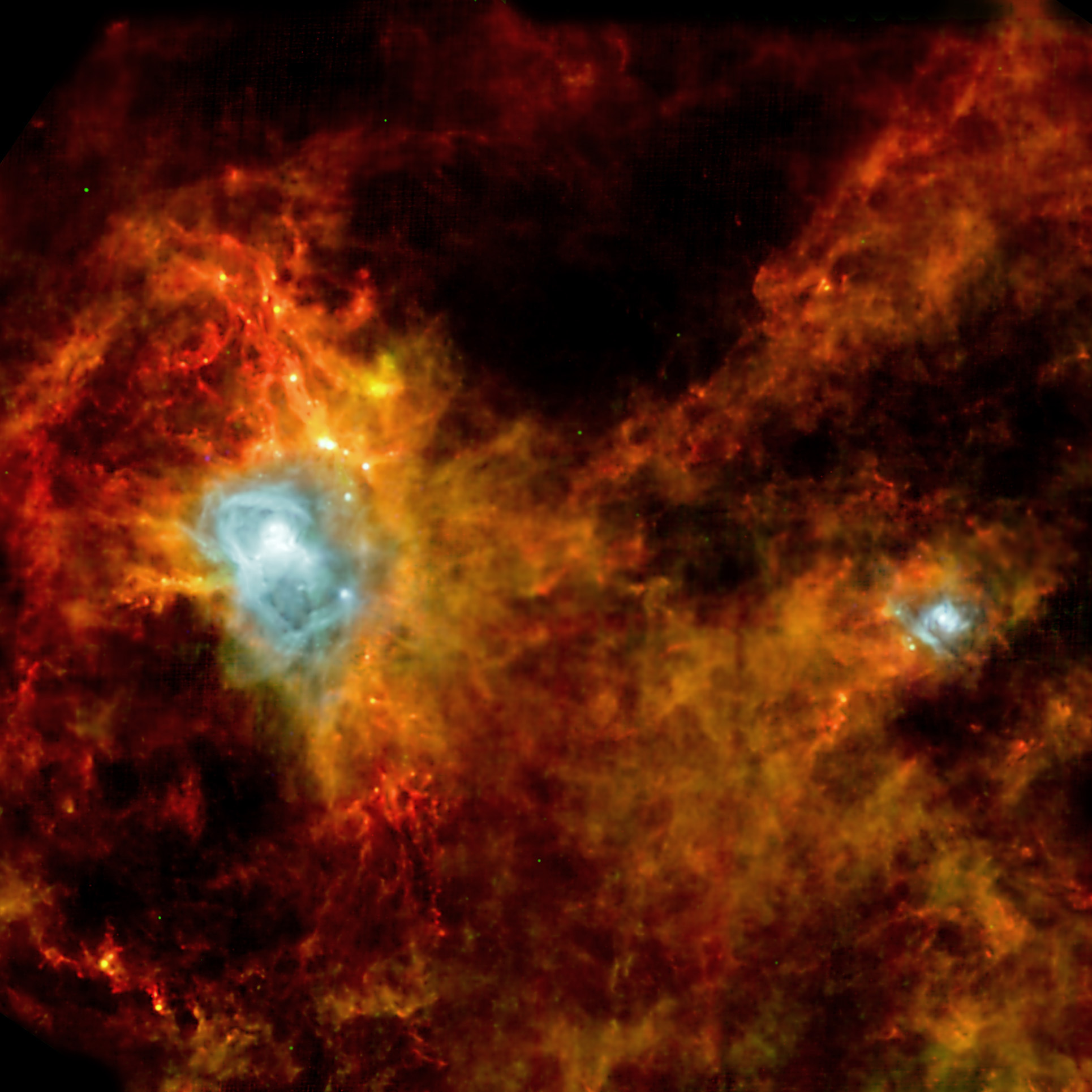
Donkere wolken (65 lichtjaar groot) in het sterrenbeeld Arend waarin rond 700 pas gevormde sterren zichtbaar zijn

De ruimtetelescoop Herschel was een ver-infrarood en submillimeter telescoop die samen met de Planck Observatory op 14 mei 2009 door de Europese Ruimtevaartorganisatie met een Ariane 5-raket succesvol in de ruimte werd gebracht vanaf de lanceerbasis Centre Spatial Guyanais in Kourou in Frans-Guyana.
Deze telescoop was vernoemd naar de Duits-Engelse astronoom William Herschel. De spiegel van de telescoop was met een diameter van 3,5 meter de grootste spiegel die destijds ooit in de ruimte is gebracht.
De telescoop werd in een baan om het tweede Lagrangepunt van het Aarde-Zon systeem gebracht. Op 14 juni 2009 is het luik geopend dat de kwetsbare instrumenten tegen bevuiling beschermt.
Vandaar heeft de telescoop onderzoek gedaan naar het ontstaan van sterren, ontstaan en evolutie van sterrenstelsels en planeten, waarbij ook het voorkomen van water in het heelal is bestudeerd.
Op 29 april 2013 trad Herschel buiten werking nadat de voorraad vloeibaar helium, die als doel had om de vele instrumenten aan boord te koelen, zoals werd verwacht was opgeraakt.
Op 17 juni 2013 werd het laatste signaal naar Herschel gestuurd. Herschel draait nu rond de Zon in een wijde kerkhofbaan.
Dit betekent echter niet dat de satelliet afgeschreven is. Nu de wetenschappelijke fase afgesloten is kan men experimenten doen die men tijdens de wetenschappelijke fase niet kon doen om de continuïteit van de missie niet in gevaar te brengen. Ondanks dat het wetenschappelijke gedeelte afgesloten is blijft de satelliet in goede gezondheid en kan men technische testen doen zodat deze systemen in de toekomst toegepast kunnen worden. Zo vraagt het ExoMars-team om testen te doen met de Visual Monitoring Camera. Zij zullen deze camera ook gebruiken op hun missie. Het Euclides-team vraagt om testen te doen op de reactiewielen.
Op 13 en 14 mei 2013 werden de thrusters gedurende 7 uur en 45 minuten ontstoken om de satelliet uit zijn baan rond L2 te sturen teneinde haar in een heliocentrische baan te plaatsen, buiten de aardbaan. Op 17 juni 2013 werd de laatste brandstof opgebruikt voor een commando vanuit de 35-meter deep-space antenne in Norcia in Australië.